# Ẩn nhiệt

Đồ thị nhiệt độ của các pha của nước khi được làm nóng từ nhiệt độ −100 °C tới 200 °C – đường nét đứt là ví dụ cho thấy nóng chảy và làm nóng 1 kg nước đá ở −50 °C thành nước ở 40 °C cần 600 kJ nhiệt lượng.

Ẩn nhiệt (còn gọi là nhiệt ẩn, năng lượng ẩn hay nhiệt chuyển thể) là năng lượng tỏa ra hay thu vào, của một vật hay hệ nhiệt động lực học, trong một quá trình nhiệt độ không đổi — thường là một quá trình chuyển pha bậc nhất.
Ẩn nhiệt có thể được hiểu là năng lượng được cung cấp hay bị lấy đi để chuyển trạng thái của một chất mà không thay đổi nhiệt độ của nó. Các ví dụ bao gồm ẩn nhiệt nóng chảy và ẩn nhiệt hóa hơi liên quan đến các quá trình chuyển pha tương ứng, chẳng hạn khi một chất ngưng tụ hoặc hóa hơi ở một nhiệt độ và áp suất nhất định. Trong nhiệt động lực học, thuật ngữ tương đương được sử dụng gọi là entanpi chuyển thể, do các quá trình chuyển pha của hệ mở là đẳng nhiệt và đẳng áp trong khi thể tích riêng thay đổi.
Thuật ngữ ẩn nhiệt (latent heat) được giới thiệu vào năm 1762 bởi nhà hóa học người Scotland Joseph Black. Black sử dụng thuật ngữ này trong phép đo nhiệt lượng, khi sự truyền nhiệt gây ra một sự thay đổi về thể tích của một vật trong khi nhiệt độ không đổi.
Ngược lại với ẩn nhiệt là nhiệt hiện, tức là năng lượng truyền dưới dạng nhiệt và gây ra sự thay đổi nhiệt độ của một vật. Liên hệ của nó với ẩn nhiệt được gọi là tỉ số Bowen.

## Ví dụ
- Sự chuyển pha lỏng ↔ khí: Nước khi được đun đến nhiệt độ sôi cần cấp vào nhiệt lượng. Nếu cấp thêm năng lượng, nước không trở nên nóng hơn, mà hóa hơi với thể tích tăng đáng kể. Dưới dạng hơi, nước chứa nhiều năng lượng hơn ở dạng lỏng, mặc dù hơi nước không nóng hơn. Khi hơi nước ngưng tụ thành nước thể lỏng, năng lượng được giải phóng, trong khi nhiệt độ vẫn không đổi (quá trình đẳng nhiệt) và thể tích giảm đi. Những lượng năng lượng bằng nhau trong các quá trình này được gọi là entanpi hóa hơi trong trường hợp hóa hơi, và trong trường hợp hóa lỏng là entanpi ngưng tụ; chỉ khác nhau ở dấu của chúng.
- Trong sự chuyển pha rắn ↔ lỏng, năng lượng cần cấp vào hoặc tỏa ra được gọi là entanpi nóng chảy hoặc entanpi đông đặc, dấu phụ thuộc vào chiều chuyển.

Ẩn nhiệt cũng là nguyên nhân cho hệ số truyền nhiệt cực kỳ cao của một ống dẫn nhiệt.

### Khí tượng học
Trong khí tượng học, thông lượng ẩn nhiệt là thông lượng năng lượng từ bề mặt Trái Đất, liên hệ với quá trình bay hơi hoặc thoát hơi của nước ở bề mặt và sau đó là sự ngưng tụ của hơi nước trong tầng đối lưu. Đây là một thành phần quan trọng trong tổng năng lượng của bề mặt Trái Đất.
Trên một bề mặt ẩm trên lục địa hay trên các vùng nước, một phần lớn năng lượng Mặt Trời đóng góp vào sự bay hơi của nước. Ở 20 °C, khoảng 2450 kilojoule trên một kilogam nước được chuyển hóa. Không có sự thay đổi trong nhiệt độ không khí, do đó năng lượng được trữ vào trạng thái hơi của nước.
Bởi vì sự lưu trữ này là có thể đảo nghịch, lượng năng lượng tương đương sẽ được giải phóng trở lại khi một khối không khí lên tới độ cao ngưng tụ và hơi nước sẽ ngưng tụ. Năng lượng ban đầu được cấp trên mặt đất bởi bức xạ Mặt Trời lại được giải phóng trên độ cao lớn và đóng góp vào sự tăng nhiệt độ ở đó. Điều này dẫn đến sự hình thành gradien nhiệt độ đoạn nhiệt ẩm, tức là khí quyển trở nên lạnh hơn một cách chậm hơn so với nếu không có ẩn nhiệt trong gradien nhiệt độ đoạn nhiệt khô.

## Ẩn nhiệt riêng
Ẩn nhiệt riêng (L) mô tả lượng năng lượng dưới dạng nhiệt (Q) cần thiết để gây ra sự chuyển pha hoàn toàn của một đơn vị khối lượng (m), thường là 1kg, của một chất:
{\displaystyle L={\frac {Q}{m}}.}
Ẩn nhiệt riêng là một đại lượng có tính chất nội hàm, tức là đặc tính của vật liệu và không phụ thuộc vào kích cỡ hay lượng của mẫu. Ẩn nhiệt nóng chảy riêng và ẩn nhiệt hóa hơi riêng của các chất thường được chú dẫn và lập bảng trong các tài liệu.
Từ định nghĩa này, ẩn nhiệt của một khối lượng chất đã cho được tính bằng
{\displaystyle Q={m}{L}}
trong đó:
Q là lượng năng lượng được tỏa ra hoặc hấp thụ trong quá trình chuyển pha của chất (đo bằng kJ hoặc BTU),
m là khối lượng của chất (bằng kg hoặc lb), và
L là ẩn nhiệt riêng của chất đó (kJ kg−1 hoặc BTU lb−1), có thể ký hiệu Lf đối với nóng chảy, hoặc Lv đối với hóa hơi.

## Bảng ẩn nhiệt
Bảng sau đây cho thấy ẩn nhiệt riêng và các nhiệt độ chuyển pha (ở áp suất tiêu chuẩn) của một chất lỏng và chất khí thông dụng.
| Chất                | Ẩn nhiệt nóng chảy riêng (kJ/kg) | Điểm nóng chảy (°C) | Ẩn nhiệt hóa hơi riêng (kJ/kg) | Điểm sôi (°C) |
| ------------------- | -------------------------------- | ------------------- | ------------------------------ | ------------- |
| Rượu ethylic        | 108                              | −114                | 855                            | 78.3          |
| Amonia              | 332.17                           | −77.74              | 1369                           | −33.34        |
| Cacbon dioxit       | 184                              | −78                 | 574                            |               |
| Heli                |                                  |                     | 21                             | −268.93       |
| Hydro(2)            | 58                               | −259                | 455                            | −253          |
| Chì                 | 23.0                             | 327.5               | 871                            | 1750          |
| Methan              | 59                               | −182.6              | 511                            | −161.6        |
| Nitơ                | 25.7                             | −210                | 200                            | −196          |
| Oxy                 | 13.9                             | −219                | 213                            | −183          |
| Chất làm lạnh R134a |                                  | −101                | 215.9                          | −26.6         |
| Chất làm lạnh R152a |                                  | −116                | 326.5                          | -25           |
| Silicon             | 1790                             | 1414                | 12800                          | 3265          |
| Toluen              | 72.1                             | −93                 | 351                            | 110.6         |
| Turpentine          |                                  |                     | 293                            |               |
| Nước                | 334                              | 0                   | 2264.705                       | 100           |

## Biến thiên với nhiệt độ và áp suất

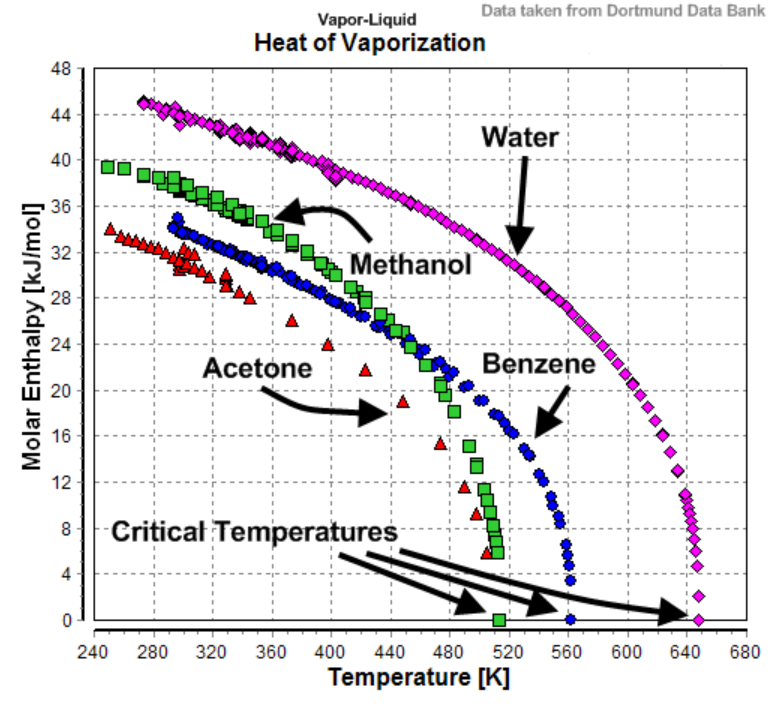
Sự phụ thuộc vào nhiệt độ của ẩn nhiệt hóa hơi của nước, methanol, benzen, và aceton.

Khi nhiệt độ (hay áp suất) tiến dần tới điểm tới hạn, ẩn nhiệt hóa hơi xuống dần tới 0.